# Micromyrtus sulphurea
Micromyrtus sulphurea är en myrtenväxtart som beskrevs av William Vincent Fitzgerald. Micromyrtus sulphurea ingår i släktet Micromyrtus och familjen myrtenväxter. Inga underarter finns listade i Catalogue of Life.